# Nausori
Nausori – miasto na Fidżi; na wyspie Viti Levu (Dystrykt Centralny, prowincja Tailevu). Według danych szacunkowych na rok 2009 liczy 52 451 mieszkańców. Jest tutaj rozwinięty przemysł spożywczy, oprócz tego miasto to jest ośrodkiem turystycznym.